# Teresa Castanedo
Teresita de Jesús Castanedo Arriandiaga (Años 1960) más conocida como Teresa Castanedo es una periodista española.

## Biografía
Es licenciada en Publicidad y Relaciones Públicas por la Facultad de Ciencias de la Información (Universidad Complutense de Madrid) y máster en Marketing Digital por la Inesdi Digital Business School. Entre septiembre de 1986 y junio de 1991 trabajó en Televisión Española, donde se dio a conocer cuando fue seleccionada en 1988 para sustituir a Inka Martí, en la presentación del programa cultural sobre el correcto uso de la lengua Hablando claro, junto a Salvador Valdés.
En julio de 1988 se incorporó a la presentación de la primera edición del Telediario acompañando a Luis Mariñas y su rostro empieza a ser popular en todo el país. En 1990 es invitada al programa Waku Waku de La 1 y en junio de 1991 es fichada por Telemadrid. El 20 de septiembre de 1993 formó parte de la primera etapa de Madrid directo como reportera de cultura y presentadora ocasional.
En la cadena autonómica madrileña desarrolló su actividad profesional durante 22 años, identificándose con los informativos de Telenoticias que presentó entre junio de 1991 y diciembre de 2003, encargándose inicialmente del informativo de madrugada hasta 1994 y desde 1994 a 2003 del de mediodía –acompañada sucesivamente por Juan Pedro Valentín (1994 - marzo de 1997), Santi Acosta (marzo de 1997 - junio de 1998), Chema G. Aldáriz (septiembre de 1998 - junio de 1999), Antonio Mérida (septiembre de 1999 - septiembre de 2001) y Álvaro de los Santos (2002 - 2003), con Manolo Lama en los deportes desde 1995–, con un pequeño lapso entre 2001 y 2002, cuando se hizo cargo del informativo local Telenoticias Madrid. Entre diciembre de 2003 y diciembre de 2013 fue jefa del Área de Cultura de los Servicios Informativos de Telemadrid.
Para Telemadrid condujo también espacios de actualidad y magazines como Ciudad abierta (1994-1995), Panorama de actualidad (1999), la gala de fin de año A un paso del 2000, las campanadas de fin de año 1999-00 con Javier Reyero y en mayo de 2004, el programa Cena de gala con motivo de la boda de los por entonces Príncipes de Asturias.
Su popularidad llamó la atención del director Alejandro Amenábar que recurrió a ella para un pequeño cameo en Tesis (1996), su film de debut.
En 2009 regresó frente a la pantalla con el programa Regreso al futuro en Telemadrid.
Desde 2014 dirige Mercado de Motores, una feria mensual con puestos de venta de artesanía, diseño, vintage y decoración que se celebra en el Museo del Ferrocarril de Madrid. Además fue propietaria de la cadena de tiendas de ropa vintage llamada Vintalogy, que a pesar del éxito inicial no superó la crisis del COVID.
En 2017 fue invitada al programa ¿Dónde estabas entonces? de La Sexta, presentado por Ana Pastor. Dos años más tarde, en 2019, fue invitada a la adaptación autonómica de ¿Dónde estabas entonces? en Telemadrid, presentada por Hilario Pino, en la cual recordó sus años de trabajo en la cadena. 
En 2020 fue invitada al programa Maestros de la costura de La 1, presentado por Raquel Sánchez Silva, quien fuera compañera suya veinte años antes en Telemadrid.
El 22 de abril de 2025 fue nombrada directora del Museo del Ferrocarril de Madrid. 

### Vida privada
Estuvo casada con el ingeniero agrónomo Rafael Álvarez, con quien tuvo dos hijos: Bruno y Tristán. Tiene una hija anterior con el periodista Andrés Rodríguez llamada Manuela.
Tiene tres hermanos: María Luisa (1962), Íñigo (1963) y Fernando Javier (1965), que es escritor.